# 少女時代到来 〜来日記念盤〜 New Beginning of Girls' Generation
『少女時代到来 〜来日記念盤〜 New Beginning of Girls' Generation』（しょうじょじだいとうらい 〜らいにちきねんばん〜 ニュー ビギニング オブ ガールズ ジェネレーション）は、2010年8月11日に発売された少女時代の日本デビューDVD。

## 概要
2010年6月11日にユニバーサルミュージックから韓国のアイドルグループ少女時代が8月11日にこのDVDで日本デビューをし、8月25日に有明コロシアムでショーケースを行い9月にシングルCDをリリースすることが発表された。
- 完全生産数量限定盤 (UPBH-29032)

　有明イベント特製ペンライト・パスケース・ショーケースライブ参加券付き。参加券1枚につき2人まで8月25日に行われるショーケースに入場できる。
- 通常盤 (UPBH-20057)

## 収録曲
少女時代が韓国でリリースしたミュージックビデオを全て収録。
1. Genie
2. Gee
3. Oh!
4. Run Devil Run
5. Into The New World
6. Girls' Generation
7. Kissing You

この他に特典映像として、「LIVE DIGEST 〜GIRLS' GENERATION THE 1ST ASIA TOUR into the new world〜」が収録されている。